# Chiesa di San Domenico (Reggio Calabria)

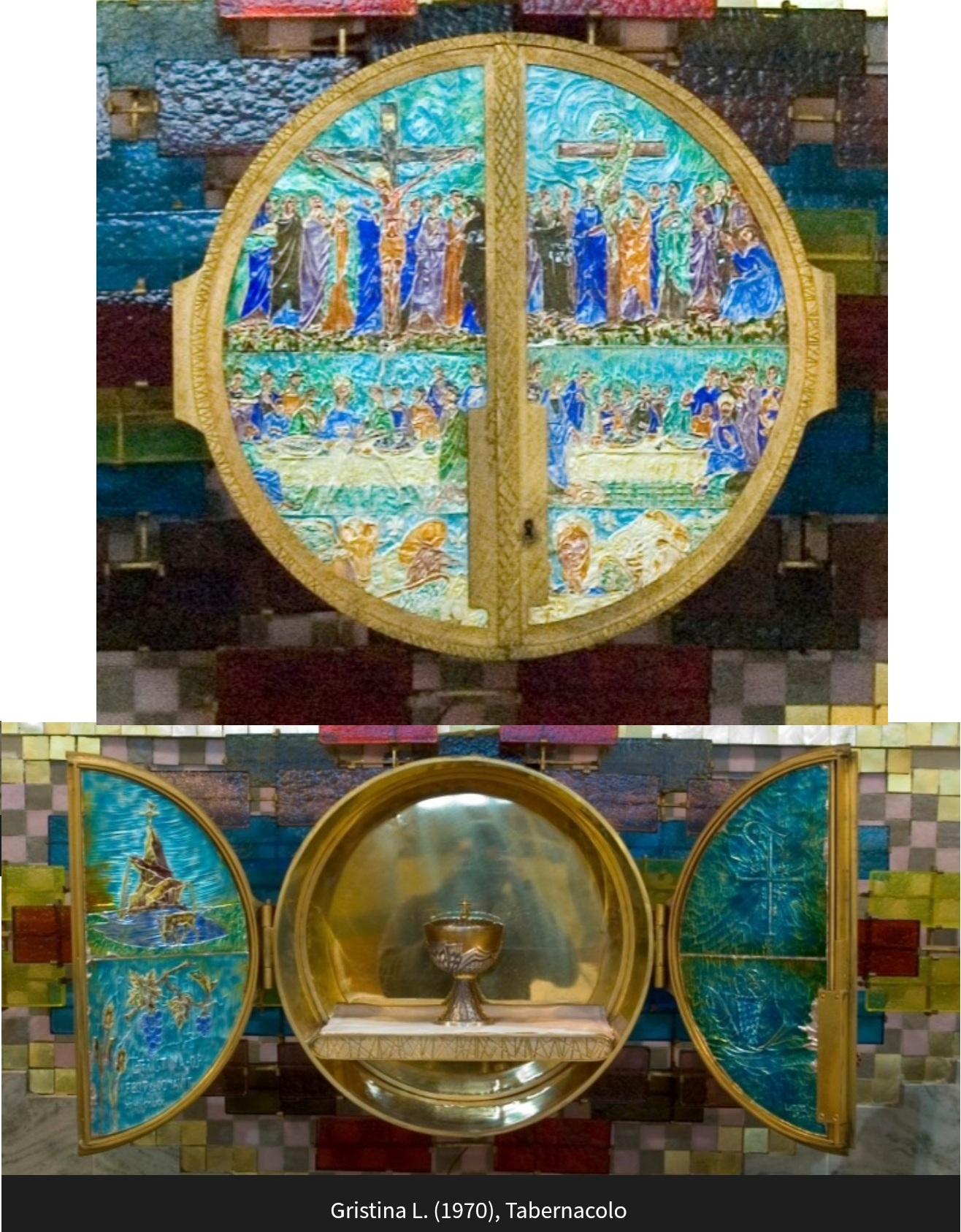
Opera dell'artista p. Leonardo Gristina o.p. (smalto su argento sbalzato)

La chiesa di San Domenico e il Monastero ad esso attiguo si trovano in  via Reggio Campi. La prima chiesa fu costruita nel 1871. L'attuale, dopo il tragico terremoto del 1908, venne riedificata nel 1959.

## Storia
L’attuale sito della chiesa e del convento si deve al frate domenicano reggino Vincenzo Travia il quale dopo essere rientrato nella propria città da San Giorgio Morgeto (Rc), a causa della soppressione degli Ordini religiosi del 1866, acquistò un terreno in via Reggio Campi dove edificò il convento. Il convento fu completato nel 1871 mentre l’annessa chiesa fu inaugurata il 31 agosto 1887.
Entrambe le strutture furono distrutte dal terremoto del 1908 e ricostruiti nello stesso sito  in tempi successivi.
La chiesa fu edificata in baracca dalla ditta inglese John Man Manus e inaugurata l’8 dicembre dell’anno successivo. Aveva le dimensioni di metri 11 per 33 ed era a tre navate.
Il prospetto e il tetto a doppia falda erano ricoperti di lamiera e il pavimento era costruito da un tavolato di legno così come di legno erano le robuste capriate. Il campanile era posto nel prospetto principale e dotato di due campane di diverse dimensioni.
Durante il bombardamento della seconda guerra mondiale caddero due bombe, una nella scala interna del convento e l’altra sul sagrato della chiesa: ma non esplosero.
L’odierna, attuale chiesa è stata edificata a una navata con struttura in cemento armato e inaugurata il 5 ottobre 1975. La copertura con capriate in legno rivestito  con uno strato e tavole e tegole  tipo “marsigliesi”.

## Architettura
La chiesa, a navata unica, ospita un mosaico, due tele e le vetrate di Nik Spatari, una interessante tela di ignoto napoletano del secolo XVII che raffigura la fuga in Egitto e un grande quadro di Andrea Valere che rappresenta il martire domenicano San Giordano Ansalone. Il mosaico occupa l'abside semicircolare e raffigura San Domenico e altri Santi domenicani. Una delle due tele raffigura la Crocifissione, l'altra la Vergine con il Bambino in braccio nell'atto di consegnare al Santo il Rosario. 
Nel suo interno si trovano, anche, pregevoli opere d’arte tra le quali il tabernacolo e il crocifisso realizzati in smalto con argento e oro dal pittore domenicano padre Leonardo Gristina.
Annesso alla chiesa è il Convento, sede dei Domenicani fino al settembre del 2018.
Dal sagrato della Chiesa si può ammirare un ampio panorama dello Stretto di Messina.